# Maison des Atlantes (Varsovie)
La maison des Atlantes ou maison des géants (polonais : Kamienica pod Gigantami) est un immeuble situé Aleje Ujazdowskie, n° 24, dans l'arrondissement de Śródmieście, à Varsovie.

## Sources
- (pl) Cet article est partiellement ou en totalité issu de l’article de Wikipédia en polonais intitulé « Willa Gawrońskich w Warszawie » (voir la liste des auteurs).